# Flädle
 (mai 2025).
Si vous disposez d'ouvrages ou d'articles de référence ou si vous connaissez des sites web de qualité traitant du thème abordé ici, merci de compléter l'article en donnant les références utiles à sa vérifiabilité et en les liant à la section « Notes et références ».
Le consommé Célestine est un mets typique d'Allemagne et d'Autriche, mais on le trouve aussi, un peu différent, dans les cuisines française, hongroise et suisse.
Les Flädle sont des petites crêpes claires (ou pancakes), roulées en tranches et découpées en lanières, puis servies dans une soupe de bouillon de bœuf ou Flädlessuppe.

## Dénominations alternatives et variantes
En Allemagne, on l'appelle Flädlesuppe, ou Flädlessuppe, en Souabe et au Bade-Wurtemberg, alors qu'on l'appelle Pfannkuchensuppe dans le reste du pays (de l'allemand, « soupe de crêpes »).
En Autriche et au Tyrol du Sud, on l'appelle le plus souvent Frittatensuppe (de l'allemand, « soupe d'omelette »).
En Suisse, on l'appelle Flädlesuppe, sauf dans la zone où l'on parle alémanique, où on l'appelle Flädlisuppe.
En Hongrie, on l'appelle palacsintatésztaleves.
En France (et souvent dans la cuisine internationale aussi), on l'appelle consommé Célestine, et souvent on ajoute des arômes aux crêpes.